# NSZ Rheinfront
Die Nationalsozialistische Zeitung Rheinfront (kurz NSZ) wurde 1930 von NSDAP-Gauleiter Josef Bürckel (1895–1944) als NS-Zeitung für die Bayerische Pfalz gegründet. Die erste am 25. Oktober 1930 in Haßloch erscheinende Ausgabe hatte eine Auflage von 3000. Nach der Ausweitung ins Saarland und das besetzte Lothringen erreichte sie im Mai 1944 eine Gesamtauflage von 412.000 und war damit die größte deutsche Regionalzeitung sowie die drittgrößte Zeitung 
reichsweit hinter dem Völkischen Beobachter und der Berliner Morgenpost. Ab Dezember 1940 hieß das Blatt NSZ Westmark. Am 20. März 1945 erschien die letzte Ausgabe.
Seit 1932 arbeitete der NSZ-Verlag in Kaiserslautern, seit 1933 in Neustadt und schließlich ab August 1940 in Ludwigshafen. Herausgeber und Hauptgesellschafter war Josef Bürckel. Zu den Chefredakteuren des Blattes gehörten unter anderem Karl Mages, Walter Petwaidic und Robert Oberhauser.
Die Sportredaktion wurde von Mitgliedern des 1. FC Kaiserslautern dominiert, hier arbeiteten vier FCK-Mitglieder, darunter Peter Meyer, der von 1933 bis 1936 stellvertretender Vereinsführer war. In der Produktion des Blattes waren zwei Gründungsmitglieder des FCK beschäftigt.
Die NSZ schuf erstmals das Modell einer Regionalzeitung; es gab einen Hauptteil mit Politik, Wirtschaft, Kultur und Sport, dazu kamen die verschiedenen Lokalteile. Im August 1941 gab es 14 verschiedene Lokalausgaben in der Pfalz, dem Saargebiet und dem besetzten Lothringen. Beim Marketing wurde mit der Stiftung von Pokalen für Sportwettkämpfe oder Preisausschreiben um neue Leser geworben. Zusammen mit der wesentlich kleineren ebenfalls von der NSDAP kontrollierten Neue Abend-Zeitung (NAZ) kam das Blatt auf 87,1 Prozent Marktanteil.